# Texas Style
Texas Style, enregistré en 1971, est un album du chanteur de jump blues américain Big Joe Turner.
Le répertoire consiste principalement en quelques-uns de ses tubes rhythm and blues des années 1950 réécrits dans un style plus jazz.

## Historique
L'album est enregistré le 26 avril 1971 dans les studios du Château d'Hérouville, dans le département du Val-d'Oise en France.
Sorti initialement sous forme de disque vinyle long play (LP) sur le label français Black & Blue en 1971, il est réédité plus tard sur le même label en 1989, puis sur le label américain Evidence en 1992,.

## Accueil critique
Le site AllMusic attribue 3 étoiles à l'album Texas Style. Pour le critique musical Scott Yanow d'AllMusic « Turner est accompagné par un trio particulièrement coloré et efficace composé du pianiste Milt Buckner, du bassiste Slam Stewart et du batteur de swing chevronné Jo Jones. Même si son répertoire n'est pas trop aventureux, la musique est interprétée avec enthousiasme et avec un swing solide ».
Le Chicago Tribune estime lors de la publication en CD en 1992 que « Rien d'autre n'est assurément sorti cette année qui le surpasse pour le swing pur, joyeux et emballé. Turner, le plus grand des blues shouters de Kansas City, a ce genre de bonne humeur et d'énergie motrice qui pourrait faire danser les statues. Sa voix est énorme, son sens de l'humour contagieux. ». Et le journal de conclure « Ce disque est positivement cosmique ».
La revue CD Review Digest Annual de 1990 note : « Donnez à Joe Turner un pianiste sympathique, un contrebassiste rusé et un batteur infatigable et vous aurez une session parfaite. (...) C'est la plus belle session que Turner ait enregistrée après sa période chez Atlantic ».

## Liste des morceaux
La moitié des morceaux sont de la main de Big Joe Turner.
| 1.    | TV Mama                          | Lou Willie Turner                                  | 4:58 |
| 2.    | Hide and Seek                    | Big Joe Turner                                     |      |
| 3.    | I've Got a Pocketful of Pencil   | Big Joe Turner                                     | 6:55 |
| 4.    | Rock Me Baby                     | Joe Josea / B.B. King                              | 4:31 |
| 5.    | Texas Style                      | Big Joe Turner                                     | 5:13 |
| 6.    | Cherry Red                       | Pete Johnson / Big Joe Turner                      | 4:34 |
| 7.    | 'Tain't Nobody's Bizness If I Do | Percy Grainger / Robert Prince / Clarence Williams | 6:16 |
| 8.    | Money First                      | Big Joe Turner                                     | 4:16 |
| 23.   | Sans titre                       |                                                    | 3:57 |
| 40:40 |                                  |                                                    |      |

## Musiciens
Le disque fait appel, en plus de Big Joe Turner (piano et chant), à  trois musiciens :
- Milt Buckner : piano
- Slam Stewart  : contrebasse
- Jo Jones : batterie

Le bassiste Slam Stewart est connu pour chanter en même temps qu'il joue de sa contrebasse.